# Revolverheld

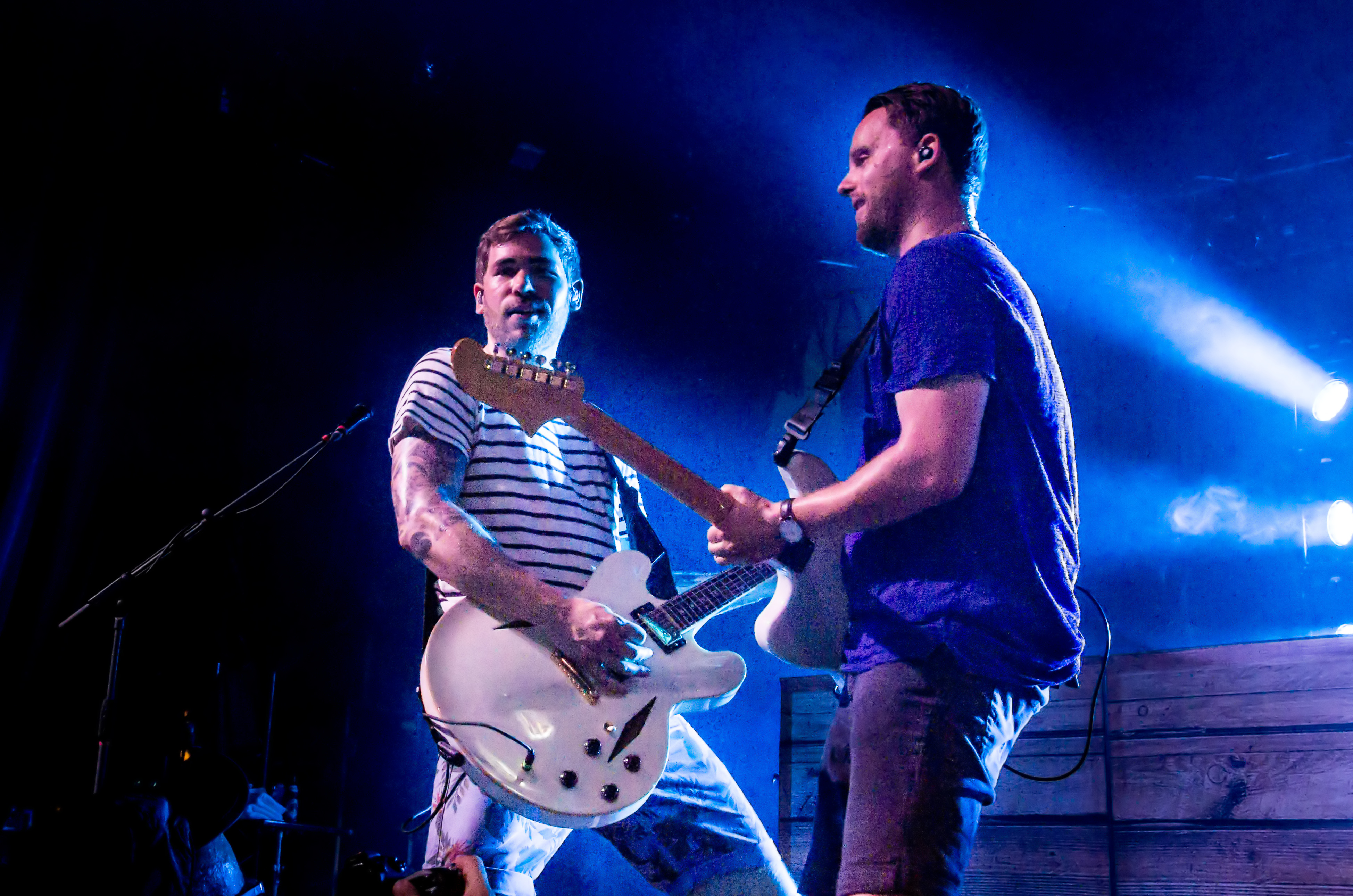
Zelt-Musik-Festival nel 2015 a Freiburg Friburgo in Brisgovia, Germania

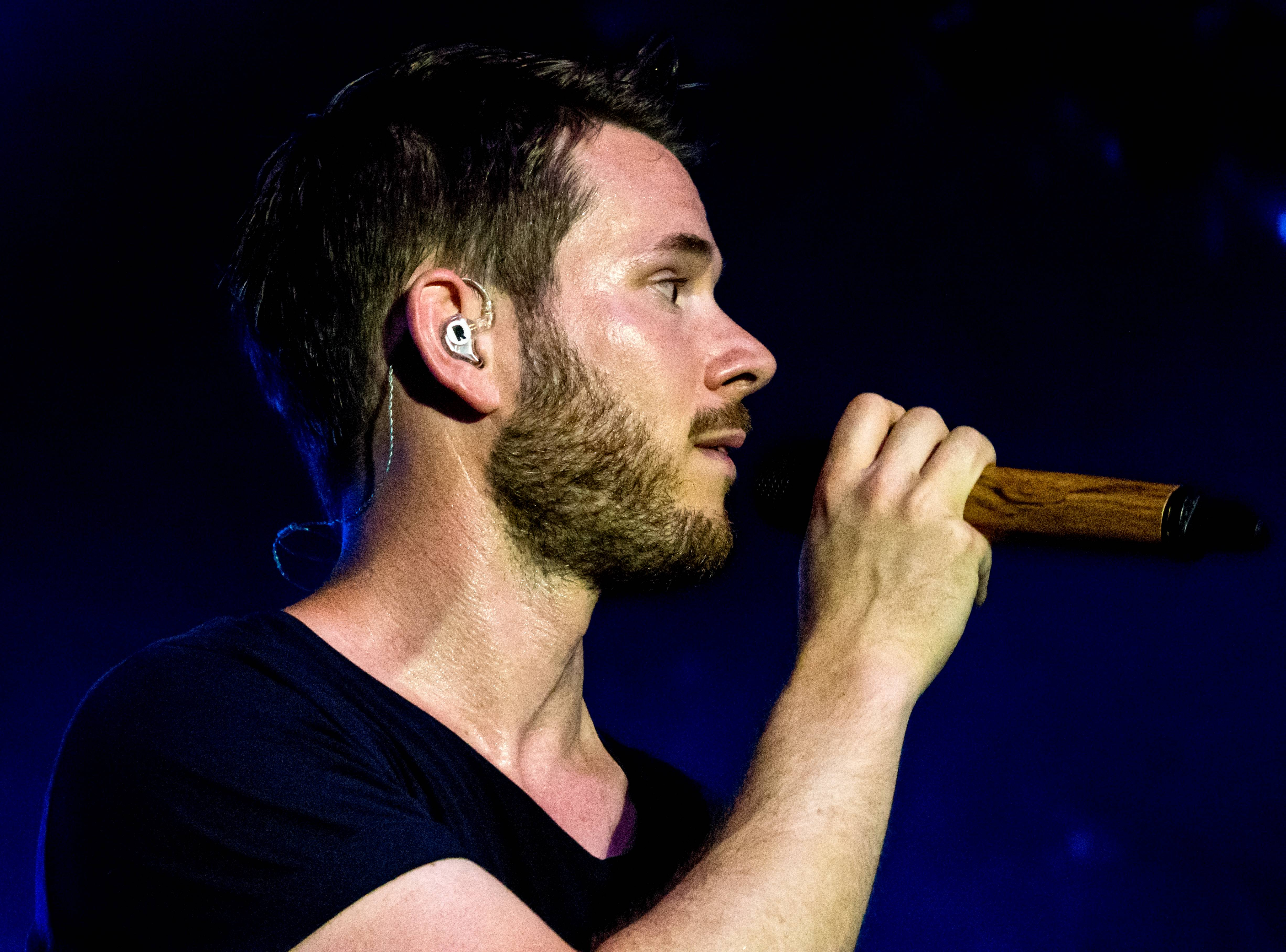
Johannes Strate, Zelt-Musik-Festival nel 2015 a Freiburg Friburgo in Brisgovia, Germania

I Revolverheld sono un gruppo rock tedesco, formatosi ad Amburgo nel 2003.
Iniziarono con il nome "Manga", l'anno successivo cambiarono  nome in "Tsunamikiller", ma dopo lo scalpore del maremoto avvenuto in Indonesia, lo cambiarono definitivamente in "Revolverheld".

## Storia del gruppo
I Revolverheld iniziano la loro carriera come gruppo spalla di Donots, Silbermond e Udo Lindenberg. Iniziano a farsi conoscere dalle emittenti radio con la canzone Rock 'n' Roll.  Nel febbraio 2005 i Revolverheld firmano il loro primo contratto con la Sony BMG Music 
Entertainment e nello stesso anno gli viene assegnato il "Domestic Label Columbia Deutschland". 
Il primo singolo della band, Generation Rock, esce nel giugno del 2005, ed entra subito nelle classifiche tedesche. Insieme al produttore Clemens Matznick, incidono l'album di debutto omonimo Revolverheld, che esce nel settembre del 2005. Il secondo singolo dell'album è la ballata rock Die Welt steht still, che nella prima settimana arriva al 16º posto delle classifiche. Il 3 febbraio 2006 esce il terzo singolo Freunde bleiben, con il quale partecipano al festival al Bundesvision Song Contest 2006 il 9 febbraio a Wetzlar, in cui si piazzano al secondo posto.
Il quarto singolo del loro album di debutto è Mit dir chilln, pubblicato il 23 gennaio 2006. Dopo una votazione su Internet, vincono inoltre il 7 dicembre 2006 il premio musicale "Eins Live Krone" come "Migliore Novità 2006" con il 41% dei voti.

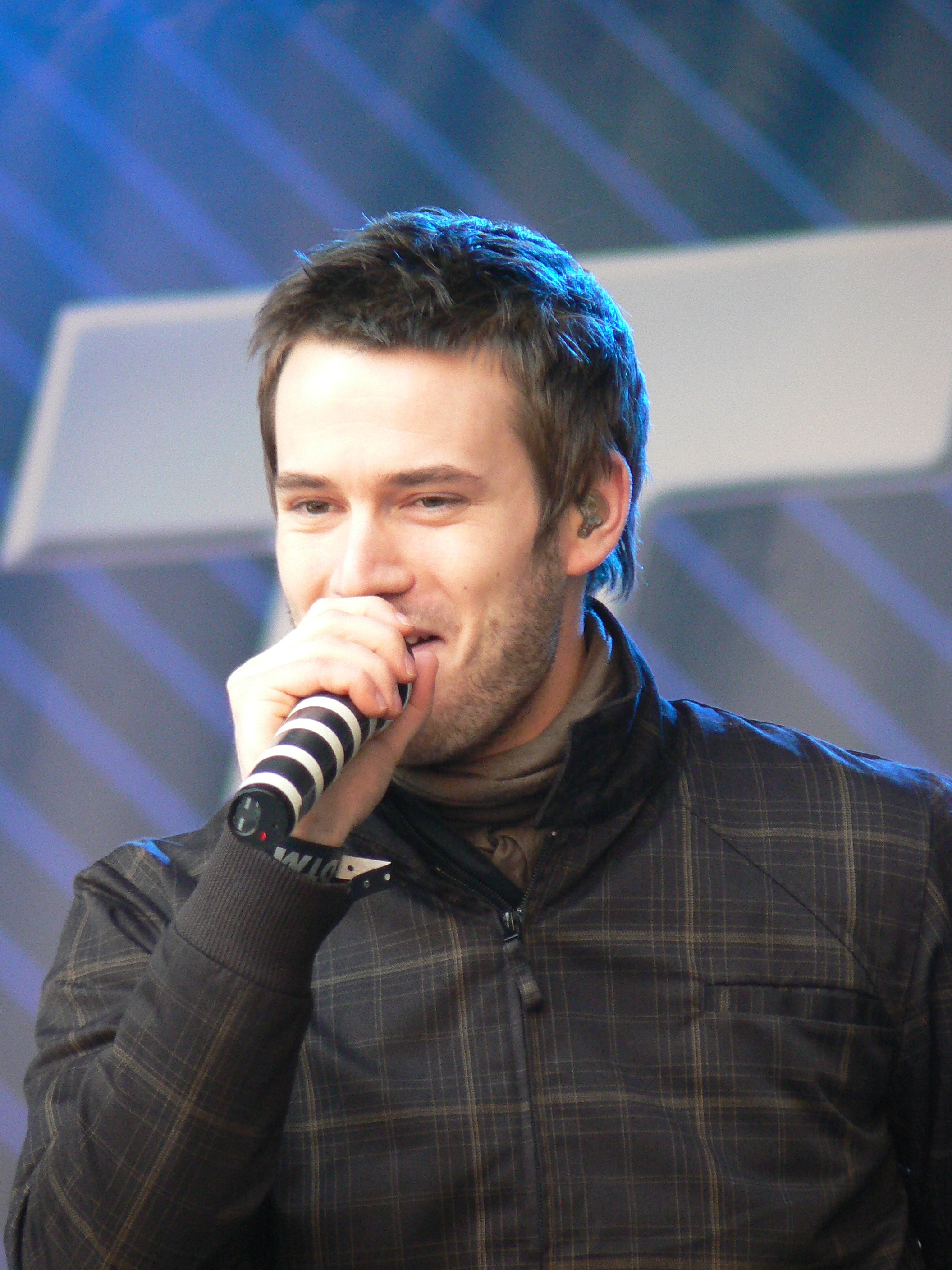
Johannes Strate in concerto nel 2008

Il 25 maggio 2007 esce il secondo album Chaostheorie. Il primo singolo estratto, Ich werd' die Welt verändern, pubblicato il 27 aprile dello stesso anno, sale sino alla posizione ventuno nelle classifiche tedesche. Il secondo singolo, Du Explodierst, viene pubblicato in edizione limitata (5555 copie). I costumi del video si ispirano al film Uhrwerk Orange.
Il 14 settembre 2007 esce il nuovo singolo Unzertrennlich, che raggiunge il 45º posto nelle classifiche tedesche. Nel video un gruppo di ragazzi e ragazze sono in un campeggio, e col il passare del tempo due giovani si avvicinano sempre di più e alla fine si baciano. Successivamente l'uno allontana l'altro, e si evitano. Se i due diventeranno poi una coppia non è chiaro, però alla fine il ragazzo mette la mano sulla spalla dell'altro ragazzo in macchina e l'amicizia ha la possibilità di continuare. Kristoffer, uno dei due chitarristi e co-produttori dell'album, in un'intervista ha affermato che non avevano intenzione di raccontare una tipica storia ragazzo-incontra-ragazza. La band stessa appare nel video quasi alla fine e soltanto per alcuni secondi.
Il gruppo è stato nominato dal Deutschen Fußball-Bund per cantare la canzone per i sostenitori della squadra di calcio nazionale tedesca per gli europei 2008, intitolata Helden 2008.
Nel 2010 esce il terzo album della band, In Farbe.

## Formazione
- Johannes Strate - voce
- Kristoffer Hünecke - chitarra
- Niels Grötsch - chitarra
- Jakob Sinn - batteria
- Florian Speer - basso

## Discografia
L'album d'esordio uscì nel Settembre 2005 e prese il nome del gruppo (appunto Revolverheld), ebbe un grande successo in Germania, tanto da piazzarsi al 7º posto della classifica degli album più venduti nella loro nazione con circa 500 000 copie.
L'album contiene 12 brani, tra cui i più famosi Generation Rock, Die Welt steht still e Mit dir Chilln.
Il loro secondo album, ChaosTheorie, uscì nel maggio 2007.
Ebbe un successo addirittura maggiore del loro album d'esordio, piazzandosi al 3º posto degli album più venduti in tutta la Germania con più di 1 milione di copie vendute. Contiene 13 brani, tra cui i più conosciuti Gegen Die Zeit, Hologramm, Du explodierst, Ich werd' die Welt verändern e Unzertrennlich.
Il gruppo ebbe tanto successo in Germania, talmente da decidere di mettere sul mercato il CD ChaosTheorie in edizione limitata con il loro singolo Helden 2008 (dedicato alla nazionale Tedesca impegnata agli Europei), che in Germania si piazzò al 2º posto della Media Control Charts.

### Album
- Revolverheld (2005)
- Chaostheorie (2007)
- In Farbe (2010)

### Singoli
- Generation Rock (2005)
- Die Welt steht still (2005)
- Freunde bleiben (2006)
- Mit dir chill'n (2006)
- Ich werd die Welt verändern (2007)
- Du explodierst Limited (5.555-mal) (2007)
- Unzertrennlich (2007)
- Helden 2008 (2008)
- Spinner (2010)
- Keine Liebeslieder (2010)
- Halt dich an mir fest (feat. Marta Jandová) (2010)
- Alors on danse (2024)

## Curiosità
- La canzone Generation Rock è stata inserita nel gioco Guitar Hero III: Legends of Rock come brano bonus.